# Mini-kiwi
De mini-kiwi of kiwibes (Actinidia arguta) is een verwant van de kiwi, die in tegenstelling tot de kiwi volledig winterhard is. Het is een oude soort, die volgens onderzoek al in de vegetatie van het Tertiair voorkwam. De plant werd in Europa en Azië gecultiveerd, vooral in botanische tuinen. De mini-kiwi stamt uit het noorden van Japan, Oost-Mantsjoerije en de taiga's van Siberië.
De mini-kiwi is onder veel verschillende benamingen bekend. De mini-kiwi wordt ook wel aangeduid als Siberische kruisbes. Ook de volgende benamingen hebben allemaal betrekking op de mini-kiwi: kiwiberry (kiwibes), baby-kiwi, grape-kiwi, cocktail-kiwi, hardy kiwi, kiwai, tara-vine, bower-vine, kishmish en kokuwa (Japan).
De mini-kiwi is een tweehuizige klimplant. De mannelijke en vrouwelijke bloemen bevinden zich aan aparte planten, zodat voor vruchtvorming (net als bij gewone kiwi's) een mannelijke en een vrouwelijke plant nodig is. In zijn natuurlijke habitat groeit de plant door andere bomen (tot 15 m hoog) en/of liggend en slingerend over de grond. Het blad is ovaal of langwerpig, 8–13 cm lang, van boven glimmend donkergroen en van onderen lichter groen. Het blad heeft nerven die aan de onderkant behaard zijn. De bladsteel is lang en rozig. De bloemen zijn wit, vrij bol, 1,5–2 cm groot.
Mannelijke planten van de gewone kiwi (Actinidia deliciosa) kunnen overigens ook gebruikt worden voor de bestuiving van vrouwelijke mini-kiwi's.
Net als de gewone kiwi is de mini-kiwi een krachtig groeiende slingerplant. De groeikracht is echter iets minder dan die van de gewone kiwi. In tegenstelling tot de gewone kiwi zijn de planten van de mini-kiwi volledig winterhard (tot −30 °C). Bovendien rijpen de vruchten eerder. Daarmee is het mogelijk om mini-kiwi's te telen in gebieden die voor gewone kiwi's ongeschikt of minder geschikt zijn. In Nederland en België rijpen de vruchten buiten aan de struik, hetgeen bij gewone kiwi's niet of nauwelijks mogelijk is.
De vruchten van de mini-kiwi hebben een onbehaarde schil en kunnen daardoor met de schil worden gegeten. De vruchten variëren in grootte van kruisbessen tot walnoten en zijn meestal 3,5 – 15 g zwaar. De vruchten van de verschillende rassen onderscheiden zich (naast de vruchtgrootte) ook in kleur en structuur van de schil, en in de kleur van het vruchtvlees. De kleur van de schil varieert van helemaal groen tot helemaal rood, afhankelijk van het ras en de mate waarin de vruchten rechtstreeks zijn blootgesteld aan de zon. Het vruchtvlees kan groen, roodachtig of helemaal rood zijn. De opengesneden vrucht doet denken aan een miniatuur kiwivrucht: een witte kern met daaromheen een ring van zwarte zaden en het typische lijnenpatroon. De vruchten van de mini-kiwi hebben een zoete, aromatische smaak. Ze zijn rijk aan mineralen en hebben een nog hoger vitamine C-gehalte dan de gewone kiwi's. Behalve vers, kunnen de vruchten ook op verschillende manieren verwerkt worden, zoals jam of compote. Ook zijn de doorgesneden vruchtjes fraai als garnering bij hapjes of desserts. De vruchten worden ook wel gedroogd en er kan zelfs wijn van worden gemaakt.
De vruchten hangen in grote trossen aan de struiken. Ze kunnen per stuk worden geoogst, of takjes met een tros vruchten kunnen gezamenlijk worden afgeknipt.
Mini-kiwi's hebben in de loop der jaren al regelmatig in de belangstelling gestaan. Hoewel er in diverse landen commerciële proeven zijn gedaan is een echte commerciële doorbraak er nog nooit gekomen. Redenen hiervoor zijn:
- Het arbeidsintensieve oogsten vanwege de kleine vruchten. Bovendien hangt een deel van de vruchten goed gecamoufleerd tussen het blad;
- De kortere houdbaarheid van de vruchten na de oogst. Dit wordt versterkt doordat de vruchtsteeltjes op het tijdstip van de oogst kunnen zijn verhout, waardoor bij de steelaanhechting het vruchtvlees tijdens het plukken kan worden beschadigd. Deze beschadiging kan vervolgens versnelde rotting tot gevolg hebben. Het voorgaande kan worden voorkomen door de vruchten met een schaartje af te knippen, doch dit vergroot het arbeidsintensieve karakter nog meer.
- De vruchten zien er minder aantrekkelijk uit dan de gewone kiwi's. Desalniettemin zou de mini-kiwi met een goed marketingconcept eenvoudig mee kunnen liften op het reeds bestaande succes van de gewone kiwi.

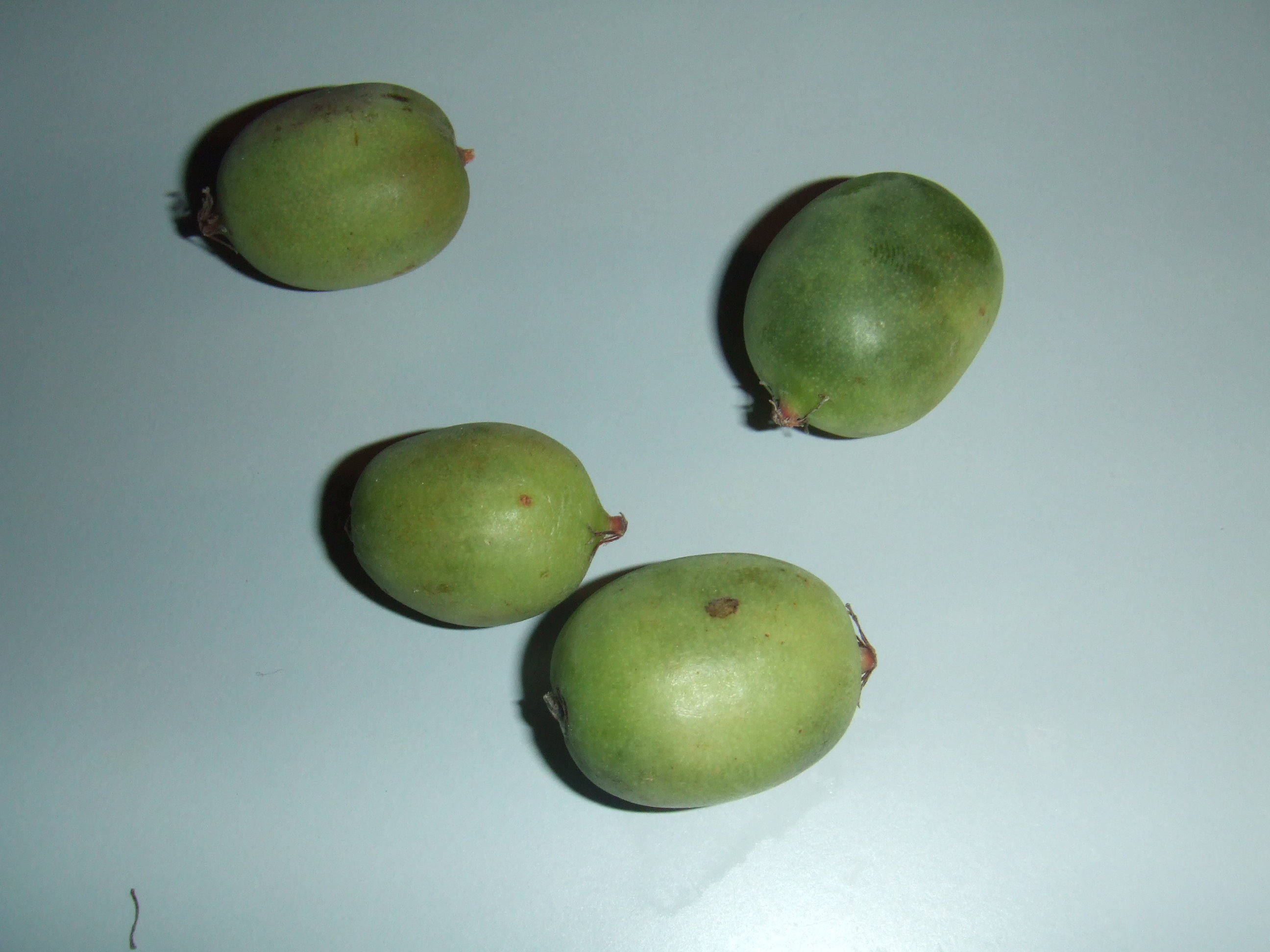
Mini-kiwi uit Chili

In de commerciële teelt kunnen de planten op dezelfde wijze worden opgekweekt als gewone kiwi's. De teeltsystemen die voor gewone kiwi's worden opgericht (pergola-constructies en T-vormige teeltsystemen) zijn derhalve ook voor mini-kiwi's geschikt. Door de wat geringere groeikracht kan wel een iets kleinere plantafstand worden gehanteerd. In commerciële beplantingen wordt voor de bestuiving één mannelijke plant op 6 tot 8 vrouwelijke planten gehanteerd, afhankelijk van het gekozen beplantingspatroon waarbij het uitgangspunt steeds is dat elke vrouwelijke plant op relatief korte afstand van een bestuiverplant staat.
Mini-kiwi's kunnen een grote oogst geven. Onder optimale omstandigheden in professionele teelt (pergola-systemen en T-vormige systemen) is een oogst van ruim 5 kg per m² mogelijk. Meestal zal deze echter op een niveau van 1 tot 3 kg per m² liggen, mede afhankelijk van het gebruikte ras. Met name jongere planten kunnen beurtjaargevoelig zijn, hetgeen inhoudt dat zeer productieve en minder productieve jaren elkaar afwisselen. Om de genoemde productieniveaus te kunnen halen is (net als bij gewone kiwi's) een vakkundige wintersnoei en zomersnoei noodzakelijk. De sierlijke planten lenen zich echter zonder snoei ook goed voor verwildering in siertuinen, doch zullen dan minder productief zijn.
De vruchten van de mini-kiwi worden tegenwoordig in Nederland incidenteel in de handel aangeboden in doorzichtige plastic bakjes als mini-kiwi of onder benamingen als kiwai, baby-kiwi of kiwiberry. Onder andere Chili is een producent van de vruchten. Voor de commerciële teelt worden de vruchten geoogst voordat ze volledig rijp zijn. Dit vergroot de bewaarmogelijkheden (circa twee maanden bij 0 °C). Het suikergehalte van aan de struik gerijpte vruchten ligt echter veel hoger; de bewaarbaarheid is dan echter veel beperkter (ongeveer twee weken in de koelkast).

## Rassen
De mini-kiwi wekte al vroeg de interesse van de Russische kweker Ivan Mitsjoerin. Hij hield zich bezig met een zoektocht naar winterharde vormen van eetbare vruchten zoals de mini-kiwi en Actinidia kolomikta, wat de fruitteelt voor het eerst mogelijk maakte in grotere gebieden van Rusland. Van Mitsjoerin stammen drie kweekvormen. Deze werden door hem aangeduid met meer algemene benamingen zoals de “vruchtbare mini-kiwi”, de “vroegrijpe mini-kiwi” en de “laatrijpende mini-kiwi”. Heden ten dage worden de rassen met meer pakkende benamingen aangeduid, zoals:
- Ananasnaya (ook bekend als Ananasnaja, Anna en vergelijkbare benamingen) is een van de Mitsjoerin-rassen, derhalve afkomstig uit Rusland. Het ras is mogelijk ontstaan uit een soortkruising met Actinidia kolomikta. Ananasnaya is een van de bekendste rassen met een goede productie van smakelijke vruchten (6 tot 14 gram), die vanaf eind september rijpen. De vruchten zijn overwegend groen, doch kunnen een rode blos hebben als ze aan de zon zijn blootgesteld. Het is mogelijk (of op zijn minst waarschijnlijk) dat er meer verschillende selecties onder de naam Ananasnaya (en daarvan afgeleide benamingen) op de markt zijn. Om de verwarring compleet te maken bestaat er ook van de Actinidia kolomikta een ras met dezelfde naam.
- Ambrosia, ook wel Jumbo of Jumbo Verde genoemd, is een productief ras uit Italië. Tot de komst van de Ambrosia Grande (zie hieronder) stond dit ras bekend als het ras met de grootste vruchten (tot circa 15 gram). De vruchten zijn groen tot groengeel van kleur en hebben een aangename zoetzure smaak. Dit ras draagt voornamelijk op lange scheuten. Volgens sommige bronnen zou deze dezelfde zijn als de Ananasnaya, doch zou deze in Italië de naam Jumbo Verde (grote groene) hebben gekregen. Vervolgens zou deze door een Zwitserse firma onder de naam Ambrosia op de markt zijn gebracht.
- Ambrosia Grande is een nieuw Zwitsers ras met nog grotere vruchten dan de gewone Ambrosia. De vruchten zouden tot 5 cm lang worden en ook iets vroeger afrijpen dan die van de gewone Ambrosia. De groene vruchten kunnen aan de zonzijde een rode blos krijgen.

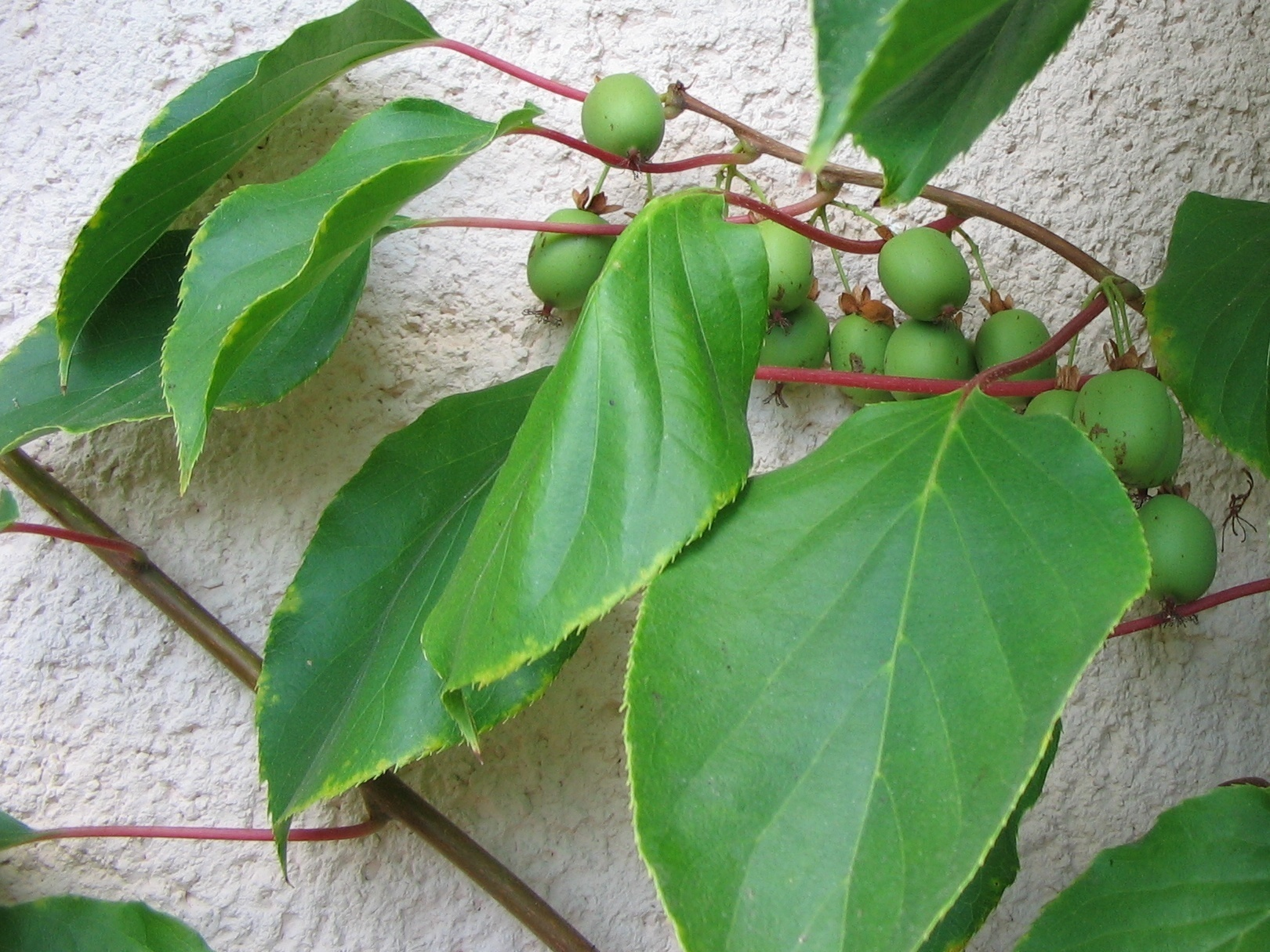
Weiki

- Weiki, ook wel Bayern-kiwi of Weihenstephaner kiwi genoemd, is een zeer productief ras dat in Duitsland is geselecteerd aan de toenmalige leerstoel voor fruitteelt aan de Technische Universiteit München-Weihenstephan (thans: Fachgebiet Obstbau des Wissenschaftszentrums Weihenstephan für Ernährung, Landnutzung und Umwelt). Het ras is sinds 1986 beschikbaar. Weiki geeft smakelijke middelgrote groene vruchten met een rode blos, die niet van de struik vallen als ze in oktober zijn gerijpt. De struik heeft ook een hoge sierwaarde, omdat ze donkergroene bladeren met rode bladstelen hebben. Weiki is een zeer winterharde selectie, die temperaturen tot −30 °C kan overleven. Er bestaat ook een mannelijke vorm van Weiki, die ook geschikt is voor de bestuiving van overige vrouwelijke mini-kiwirassen.
- Julia, ook wel Sachsen-kiwi genoemd, is een ras dat in de deelstaat Saksen (Duitsland) is geselecteerd. Zeer winterhard (tot −30 °C). Zeer productief. Goed smakende vruchten met de grootte van een hazelnoot.
- Romeo is de mannelijke versie van de Sachsen-kiwi, die ook geschikt is voor de bestuiving van andere vrouwelijke rassen.
- Ken's Red is door de Nieuw-Zeelandse veredelaar Ken Nobbs ontwikkeld uit een kruising van Actinidia arguta var. cordifolia met Actinidia melanandra. Het is een ras met relatief grote vruchten die een variërende schakering hebben van rood tot donkerrood in zowel het vruchtvlees als in de schil. De vruchten hebben een zeer aangename smaak. De vruchten worden niet snel zacht en zijn daardoor geschikt voor transport.
- Red Princess is ook door Ken Nobbs ontwikkeld uit dezelfde kruising als Ken's Red. De vruchten zijn kleiner dan die van Kens Red en aan de buitenkant minder rood gekleurd. Desalniettemin zijn er wel rode cellen in het vruchtvlees aanwezig, waardoor de vruchten aan de binnenzijde een prachtige groen-rode mix hebben.
- Amdue is een Zwitsers ras dat onder de merknaam Maki op de markt wordt gebracht. Het is een vorm met rood gekleurde, 2 tot 3 cm grote vruchten. Goede productiviteit. De vruchten smaken zoet en hebben een goed aroma.
- Geneva is een productief Amerikaans ras van het Geneva Research Station (Genève/New York). Het is het vroegst rijpende ras met middelgrote vruchten die roodbruin zijn gekleurd als ze zijn blootgesteld aan de zon. De smakelijke vruchten worden snel zacht en vallen na rijping vrij gemakkelijk van de plant, met name als de plant niet voldoende water ontvangt.
- Nostino is een mannelijk ras, dat voor de bestuiving van vrouwelijke rassen kan worden gebruikt.
- Meader female is een vrouwelijk ras dat is geïntroduceerd door Elwin Meader (Rochester - New Hampshire). Goede productie met smakelijke middelgrote vruchten.
- Meader male is een mannelijk ras, dat als bestuiver kan worden toegepast. Donkergroen sierlijk loof.
- Purpurna Sadowa is een Oekraïens ras dat is ontstaan uit een kruising van Actinidia arguta met Actinidia purpurea. Het ras geeft smakelijke middelgrote ovale vruchten, paars in de volle zon en groen in de schaduw. Tolereert temperaturen tot −30 °C.
- Figurnaja is ook een Oekraïens vrouwelijk ras met smakelijke middelgrote vruchten. Gemiddelde productie. Tolereert temperaturen tot −34 °C.
- Sentiabrskaja is ook een Oekraïens vrouwelijk ras. Middelgrote groene vruchten.
- Gibrida M is een Oekraïens mannelijk ras, welke voor de bestuiving van vrouwelijke rassen kan worden gebruikt.
- Rogów is een vrouwelijk ras uit Polen, geselecteerd in het arboretum van Rogów. Middelgrote vruchten.
- Cordifola is eigenlijk geen ras maar een botanische ondersoort: Actinitia arguta var. cordifolia die afkomstig is uit Japan en Korea. De planten hebben langere papierachtige, hartvormige bladeren met paarse stelen. De bloemen zijn wit met paarse stampers. Goede productiviteit van ronde, zeer zoete vruchten.
- Issai is een ras dat in Japan is geselecteerd, waarschijnlijk uit een kruising van Actinidia arguta met Actinidia polygama. Het betreft derhalve een soortkruising die daardoor qua groei en uiterlijk wat afwijkt van de zuivere mini-kiwi's. In tegenstelling tot de meeste andere rassen is Issai tweeslachtig en daardoor zelfbestuivend. Hij bloeit wat later dan andere mini-kiwirassen, waardoor hij als bestuiver van andere rassen minder geschikt is. Issai groeit ook wat minder krachtig dan de overige mini-kiwirassen en is daardoor geschikt voor kleinere tuinen. De plant komt snel in productie en kan al vanaf het tweede jaar vruchten dragen. De vruchtdracht is echter matig en de plant is alleen geschikt voor optimale standplaatsen. De winterhardheid is wat minder dan van de andere zuivere mini-kiwi's. De nogal kleine groene vruchten smaken goed en rijpen vanaf begin tot half september. De vruchtjes wegen 4 tot 9 gram en worden het grootst indien er toch een mannelijke bestuiverplant aanwezig is. Van alle genoemde rassen is plantmateriaal van Issai relatief het eenvoudigst te bemachtigen, omdat planten van Issai via enkele boomtelers en tuincentra voor particulieren worden aangeboden.

Enkele rassen van de mini-kiwi zijn in België en Nederland bij gespecialiseerde kwekers verkrijgbaar.